# 雪が降る
「雪が降る」（ゆきがふる、フランス語原題：Tombe la neige）は、イタリア生まれのベルギー人歌手サルヴァトール・アダモが歌ったフランス語の歌。アダモ自身が書いたもので、1963年にリリースされ、各国で大きなヒット曲となり、アダモにとって最もよく知られた代表曲のひとつとなった。

## アダモ自身の歌唱によるリリース
45 rpm  フランス
- A-side: Tombe la neige (2:55)
- B-side: Car je veux (2:40)

EP  フランス
- A1: Tombe la neige (2:55)
- A2: J'ai raté le coche	(2:35)
- B1: Car je veux (2:40)
- B2: Le train va (2:50)

諸言語での歌唱
アダモは、いくつもの言語でこの曲をリリースし、世界中にこの曲を広める一助とした。
- ドイツ語: Grau zieht der Nebel
- イタリア語: Cade la neve
- 日本語: 雪が降る - 日本語詞は、安井かずみによる[1]。この日本語版は100万枚を売り上げた[2]。
- スペイン語: Cae la nieve
- トルコ語: Her yerde kar var
- アゼルバイジャン語: Gar yaqir
- ペルシア語: برف می‌بارد

## カバー
この曲は、オリジナルのフランス語の歌詞でも、また他の諸言語のバージョンでも、数多くのカバーを生んだ。
フランス語での歌唱
- 1969年、ダニエル・ビダルは、アルバム『L'amour est bleu』にこの曲を収録した。
- 1971年、ポール・モーリアは、インストゥルメンタル・バージョンをアルバム『Tombe la neige』に収録した。
- 2008年、アダモはローラン・ヴールズィ (Laurent Voulzy) とのデュオでこの曲を再録音し、アルバム『Le bal des gens bien』に収録した。

諸言語での歌唱
- トルコの歌手アジダ・ペッカン (Ajda Pekkan) は、フェクリ・エブシオグル (Fecri Ebcioğlu) が「雪が降る」を編曲した「Her Yerde Kar Var」を、1965年の初レコーディングで歌った。
- ドイツでは、アレクサンドラ (Alexandra) がドイツ語で歌った「Grau zieht der Nebel」がヒットした。
- 1968年、エミール・ゴロヴェッツ (Эмиль Го́ровец, Emil Gorovets) は、ロシア語で、「И падает снег」としてこの曲を録音し、アルバム『Вдали (Vdali)』に収録した。
- 日本語での歌唱には、アダモ自身も用いた安井かずみの歌詞によるもの、尾崎紀世彦のアルバム『尾崎紀世彦セカンド・アルバム』（1971年）に収録された安井による一部歌詞の異なるバージョンもヒットし、リカットシングルも発売された[4]。
- 藤圭子（1976年、ライブアルバム『聞いて下さい私の人生/デビュー七周年記念 藤圭子リサイタル』収録）
- ほかに越路吹雪が歌った岩谷時子の歌詞によるものがある[5]。また、韓国でも日本語版がよく歌われた[6]。
- 2010年、アダモはマリオ・バラベッキア (Mario Barravecchia) とのデュエットで、アダモ自身のイタリア語版に基づく「Cade la neve」としてこの曲を歌った。このバージョンは、アルバム『Intimo - Le più belle canzoni italiane』に収録されている。
- 杏真理子（1971年、アルバム『さだめのように川は流れるー親愛なるアダモに捧げるー』収録）
- 桑田佳祐（2019年、ライブビデオ『平成三十年度! 第三回ひとり紅白歌合戦』収録）